# Estíbaliz Gabilondo
Estíbaliz Gabilondo Cuéllar, plus connue sous le nom d'Esti Gabilondo, née le 16 novembre 1976 à Saint Sébastien, est une actrice, scénariste et journaliste espagnole.

## Biographie
Elle est la nièce de l'homme politique Ángel Gabilondo et du journaliste Iñaki Gabilondo.
Elle étudie la communication audiovisuelle à l'université de Navarre et l'art dramatique au Laboratorio de Teatro William Layton. Après quelques rôles comme actrice, elle devient la première journaliste féminine du programme Caiga Quien Caiga en 2008.

## Filmographie
- Mano a mano, d'Ignacio Tatay (2007)
- Estrellas que alcanzar, de Mikel Rueda (2009)
- Casual Day, de Max Lemcke (2007)
- Traumalogía, de Daniel Sánchez Arévalo (2007)
- Locos por el sexo, de Javier Rebollo (2006)
- El Calentito, de Chus Gutiérrez (2005)
- Slam, de Miguel Martí (2003)

## Télévision
- Alfonso, el príncipe maldito, Telecinco, (2010)
- Estados Alterados Maitena, La Sexta, (2009)
- Malas Compañías, La Sexta (2009)
- Caiga Quien Caiga, laSexta, Cuatro (2008)
- Amar en tiempos revueltos, La 1 (2007-2008)
- A tortas con la vida, Antena 3 (2005)
- Paco y Veva, La 1 (2004).
- Hospital Central, Telecinco.
- Policías, Antena 3.
- Esto no es serio, ETB
- Kilker Dema, ETB